# Ефимовка (Минская область)
Ефимовка (бел. Яфімаўка) — бывшая деревня в Рованичском сельсовете Червенском районе Минской области Беларуси. В настоящее время часть деревни Виноградовка.

## Географическое положение
Расположена в 36 километрах к северо-востоку от Червеня, в 75 км от Минска, в километре (по прямой) к северо-востоку от окраины деревни Виноградовка.

## История
Входила в состав Рованичского сельсовета Червенского района Минского округа (с 20 февраля 1938 — Минской области). В 1920-е годы деревня Ефимовка насчитывала 20 дворов, к середине 1930-х их количество уменьшилось до 14. В 1966 году она была включена в состав деревни Виноградовка. На 2010-е годы топоним Ефимовка продолжает употребляться для обозначения отдалённой части Виноградовки. На 2013 год на территории бывшей деревни осталось 5 домов, по крайней мере часть из них заброшена.

## Административная принадлежность
В настоящее время территория деревни Ефимовка является частью улицы Центральной деревни Виноградовка.

## Население
- 1926 — 20 дворов
- 1936 — 14 дворов